# Vinica (district de Veľký Krtíš)
Vinica (allemand : Ninik,  hongrois : Ipolynyék) est un village de Slovaquie situé dans la région de Banská Bystrica.

## Histoire
La première mention écrite du village date de 1156.
La localité fut annexée par la Hongrie après le premier arbitrage de Vienne le 2 novembre 1938. En 1938, on comptait 2 027 habitants dont 38 d'origine juive. Elle faisait partie du district de Šahy (hongrois : Ipolysági járás). Le nom de la localité avant la Seconde Guerre mondiale était Nekyje/Nyék. Durant la période 1938 - 1945, le nom hongrois Ipolynyék était d'usage. À la libération, la commune a été réintégrée dans la Tchécoslovaquie reconstituée.

## Démographie

### Évolution de la population
| Année:               | 1994. | 2004.   | 2014.   | 2024.   |
| -------------------- | ----- | ------- | ------- | ------- |
| Nombre de personnes: | 1976  | 1927    | 1826    | 1748    |
| Différence:          |       | -2,47 % | -5,24 % | -4,27 % |

| Année:               | 2023. | 2024.   |
| -------------------- | ----- | ------- |
| Nombre de personnes: | 1759  | 1748    |
| Différence:          |       | -0,62 % |